# U.S. Indoor National Championships 1975
Lo U.S. Indoor National Championships 1975 è stato un torneo di tennis giocato sul sintetico indoor. È stata la 74ª edizione del torneo, che fa parte del Commercial Union Assurance Grand Prix 1975. Si è giocato a Salisbury negli Stati Uniti dal 10 al 16 febbraio 1975.

## Campioni

### Singolare
Jimmy Connors ha battuto in finale  Vitas Gerulaitis con il punteggio di 5–7, 7–5, 6–1, 3–6, 6–0.

### Doppio
Jimmy Connors /  Ilie Năstase hanno battuto in finale  Jan Kodeš /  Roger Taylor con il punteggio di 7–6, 6–2.